# Paganese Calcio 1985-1986
Questa voce raccoglie le informazioni riguardanti la Paganese Calcio nelle competizioni ufficiali della stagione 1985-1986.

## Rosa
| N. |                   | Ruolo | Calciatore                |
| -- | ----------------- | ----- | ------------------------- |
|    | Italia (bandiera) | D     | Michele Antonio Ammendola |
|    | Italia (bandiera) | C     | Angelo Cangianello        |
|    | Italia (bandiera) |       | Cangiano                  |
|    | Italia (bandiera) | A     | Pasquale Cardamuro        |
|    | Italia (bandiera) | D     | Giorgio Di Bari           |
|    | Italia (bandiera) | C     | Francesco Gabola          |
|    | Italia (bandiera) |       | Iovine                    |
|    | Italia (bandiera) | C     | Domenico Izzo             |
|    | Italia (bandiera) | A     | Angelo Mancuso            |
|    | Italia (bandiera) |       | Nigro                     |
|    | Italia (bandiera) | P     | Carlo Pagliarulo          |

| N. |                   | Ruolo | Calciatore                 |
| -- | ----------------- | ----- | -------------------------- |
|    | Italia (bandiera) | A     | Pasquale Poliselli         |
|    | Italia (bandiera) |       | Ranocchi                   |
|    | Italia (bandiera) | C     | Dario Rasi                 |
|    | Italia (bandiera) | D     | Odoacre Romano             |
|    | Italia (bandiera) | D     | Giacomo Russo              |
|    | Italia (bandiera) | C     | Giuseppe Schianolomoriello |
|    | Italia (bandiera) | P     | Silvio Somma               |
|    | Italia (bandiera) | C     | Francesco Spigariol        |
|    | Italia (bandiera) | D     | Luigi Tarallo              |
|    | Italia (bandiera) | C     | Giovanni Tartaglione       |
|    | Italia (bandiera) | D     | Carlo Tebi                 |

## Risultati

### Campionato

#### Girone di andata
| 22 settembre 1985 1ª giornata | Paganese | 1 – 0 | Afragolese |  |

| 29 settembre 1985 2ª giornata | Reggina | 1 – 0 | Paganese |  |

| 6 ottobre 1985 3ª giornata | Paganese | 0 – 0 | Nocerina |  |

| 13 ottobre 1985 4ª giornata | Ischia Isolaverde | 1 – 0 | Paganese |  |

| 20 ottobre 1985 5ª giornata | Trapani | 4 – 1 | Paganese |  |

| 27 ottobre 1985 6ª giornata | Paganese | 0 – 0 | Siracusa |  |

| 3 novembre 1985 7ª giornata | Canicattì | 1 – 1 | Paganese |  |

| 10 novembre 1985 8ª giornata | Paganese | 0 – 0 | Frosinone |  |

| 17 novembre 1985 9ª giornata | Rende | 1 – 0 | Paganese |  |

| 24 novembre 1985 10ª giornata | Paganese | 0 – 0 | Nola |  |

| 1º dicembre 1985 11ª giornata | Paganese | 1 – 0 | Akragas |  |

| 8 dicembre 1985 12ª giornata | Turris | 0 – 1 | Paganese |  |

| 15 dicembre 1985 13ª giornata | Paganese | 1 – 1 | Pro Cisterna |  |

| 22 dicembre 1985 14ª giornata | Gladiator | 0 – 0 | Paganese |  |

| 5 gennaio 1986 15ª giornata | Paganese | 0 – 0 | Ercolanese |  |

| 12 gennaio 1986 16ª giornata | Juventus Stabia | 1 – 1 | Paganese |  |

| 19 gennaio 1986 17ª giornata | Paganese | 2 – 1 | Nissa |  |

#### Girone di ritorno
| 26 gennaio 1986 18ª giornata | Afragolese | 1 – 0 | Paganese |  |

| 2 febbraio 1986 19ª giornata | Paganese | 1 – 1 | Reggina |  |

| 9 febbraio 1986 20ª giornata | Nocerina | 1 – 0 | Paganese |  |

| 16 febbraio 1986 21ª giornata | Paganese | 2 – 0 | Ischia Isolaverde |  |

| 23 febbraio 1986 22ª giornata | Paganese | 2 – 0 | Trapani |  |

| 2 marzo 1986 23ª giornata | Siracusa | 2 – 2 | Paganese |  |

| 9 marzo 1986 24ª giornata | Paganese | 1 – 0 | Canicattì |  |

| 23 marzo 1986 25ª giornata | Frosinone | 1 – 0 | Paganese |  |

| 29 marzo 1986 26ª giornata | Paganese | 1 – 0 | Rende |  |

| 6 aprile 1986 27ª giornata | Nola | 1 – 0 | Paganese |  |

| 13 aprile 1986 28ª giornata | Akragas | 4 – 0 | Paganese |  |

| 20 aprile 1986 29ª giornata | Paganese | 0 – 1 | Turris |  |

| 4 maggio 1986 30ª giornata | Pro Cisterna | 2 – 0 | Paganese |  |

| 11 maggio 1986 31ª giornata | Paganese | 0 – 0 | Gladiator |  |

| 18 maggio 1986 32ª giornata | Ercolanese | 0 – 0 | Paganese |  |

| 25 maggio 1986 33ª giornata | Paganese | 2 – 1 | Juventus Stabia |  |

| 1º giugno 1986 34ª giornata | Nissa | 3 – 1 | Paganese |  |